# Megalorhipida leptomeres
Megalorhipida leptomeres là một loài bướm đêm thuộc họ Pterophoridae. Nó được biết đến ở Cộng hòa Dân chủ Congo, Kenya, Tanzania, Nam Phi, La Réunion, Madagascar, Seychelles, Oman và Yemen.